# Mimela xanthorrhina
Mimela xanthorrhina är en skalbaggsart som beskrevs av Hope 1837. Mimela xanthorrhina ingår i släktet Mimela och familjen Rutelidae. Inga underarter finns listade i Catalogue of Life.